# NOD32
NOD32 é um antivírus produzido pela Eset que roda em Microsoft Windows e Linux entre outras plataformas operacionais.

## Versões
A Eset oferece soluções comerciais  e domésticas, entre as quais estão:
- ESET Smart Security;
- ESET NOD32 Antivirus;
- ESET Cybersecurity para Mac;
- ESET Mobile Security.

### ESET Smart Security
Versão baseada no motor heurístico ThreatSense© do ESET NOD32 Antivirus, essa solução unificada também inclui anti-spam e firewall pessoal. Foi lançado inicialmente em 5 de Novembro de 2007.
- Principais Características:
  - Mecânicas de Busca Inteligente;
  - Firewall com Aprendizagem Automático;
  - Anti-spam robusto;
  - Controle de Dispositivos Removíveis;
  - Ferramentas de Diagnóstico e Resolução de Problemas;
  - Facilidade de Uso.

### ESET NOD32 Antivirus
ESET NOD32 Antivirus oferece proteção contra diversos tipos de ameaças da Internet como trojans, worms, spyware, rootkits e qualquer outro código malicioso.
- Principais Características:
  - Detecção proativa;
  - Mínimo impacto sobre os recursos do sistema;
  - Análise veloz de seu sistema.

### ESET Cybersecurity para Mac
ESET Cybersecurity para Mac é uma solução inteligente, desenvolvida especialmente para detectar e eliminar códigos maliciosos em  um Mac.
- Principais Características:
  - Detecção Inteligente;
  - Baixo impacto no sistema;
  - Detecção de ameaças multiplataforma;
  - Atualizações Automáticas;
  - Rastreamento de dispositivos de memória;
  - Sistema de envio de Amostras;
  - Otimização do rastreamento;
  - Modo de tela completa;
  - Programação de tarefas;
  - Controle de configuração de segurança;
  - Atualização automática do produto.

### ESET Mobile Security
O ESET Mobile Security é uma ferramenta inovadora para a proteção destes dispositivos, já que está baseado na eficiência do ESET Mobile Antivírus. Conta com detecção de ameaças conhecidas e desconhecidas, agregando também novas e avançadas funcionalidades.
- Principais Características:
  - Proteção pró-ativa;
  - Baixa utilização de recursos;
  - Alta velocidade de exploração;
  - Antispam para SMS/MMS;
  - Função anti-roubo.